# Tu bije serce Europy! Wybieramy hit na Eurowizję 2022
La prima edizione di Tu bije serce Europy! Wybieramy hit na Eurowizję si è svolta il 19 febbraio 2022 e ha selezionato il rappresentante della Polonia all'Eurovision Song Contest 2022 a Torino.
Il vincitore è stato Ochman con River.

## Organizzazione
Il 29 agosto 2021 l'emittente Telewizja Polska (TVP) ha confermato la partecipazione della Polonia all'Eurovision Song Contest 2022. La ricerca del rappresentante nazionale è iniziata il mese successivo con una selezione interna; tuttavia, il 14 gennaio 2022, citando difficoltà nella scelta, TVP ha annunciato di avere optato per il ritorno di una selezione pubblica per la prima volta dal 2018, per la prima volta con il nome Tu bije serce Europy! Wybieramy hit na Eurowizję. La competizione si è tenuta in un'unica serata il 19 febbraio 2022 e ha visto 10 artisti sfidarsi per la possibilità di rappresentare la Polonia all'Eurovision Song Contest 2022. 

### Sistema di voto
Al primo turno, giuria e televoto hanno selezionato fra i 10 partecipanti i 3 superfinalisti. La votazione degli spettatori è iniziata dopo tutte le esibizioni della competizione e ogni spettatore ha potuto esprimere un voto. Ogni giurato ha valutato ogni performance, distribuendo 100 punti tra tutti e dieci i partecipanti al concorso. I voti dei giurati sono stati sommati e poi convertiti in percentuale. Il risultato finale della prima fase è stata la combinazione del voto della giuria e del pubblico, ai quali è stato dato uguale peso. In caso di parità, il voto della giuria è stato decisivo. I primi tre classificati, il cui ordine non è stato reso noto, si sono esibiti nuovamente con le loro proposta e la giuria e i telespettatori hanno votato nuovamente attraverso il medesimo sistema.

### Giuria
La giuria è stata composta da:
- Halina Frąckowiak, cantante
- Marcin Kusy, speaker radiofonico
- Marek Sierocki, commentatore della Polonia all'Eurovision e Junior Eurovision Song Contest
- Krystian Kuczkowski, direttore della programmazione di TVP
- Szymon Orłowski, presidente dell'associazione Loft Art

## Partecipanti
TVP ha annunciato i 10 artisti partecipanti e i relativi brani il 14 gennaio 2022.
| Artista                                 | Titolo                | Lingua            | Compositori |
| --------------------------------------- | --------------------- | ----------------- | --- |
| Ania Byrcyn                             | Dokąd?                | Polacco           | Ania Byrcyn, Patryk Rogoziński, Wojtek Hartman, Szymon Orłowski, Iga Janowiak                                                                       |
| Daria                                   | Paranoia              | Inglese           | Daria Marcinkowska, Maciej Puchalski, Kevin Zuber, Duncan Townsend                                                                                  |
| Karolina Lizer                          | Czysta woda           | Polacco           | Marcin Partyka, Tomasz Kordeusz |
| Karolina Stanisławczyk feat. Chika Toro | Move                  | Spagnolo, polacco | Karolina Stanisławczyk, Neidy Viviana, Peter Macko, Toro Salazar                                                                                    |
| Kuba Szmajkowski                        | Lovesick              | Inglese           | Dominic Buczkowski-Wojtaszek, Ewelina Skonieczna, Jan Bielecki, Kuba Szmajkowski, Mateusz Dziewulski, Patryk Kumór, Sven Kolandson, Thomas Karlsson |
| Lidia Kopania                           | Why Does It Hurt      | Inglese           | Ylva Persson, Linda Persson |
| Ochman                                  | River                 | Inglese           | Krystian Ochman, Adam Wiśniewski, Mikołaj Trybulec                                                                                                  |
| Mila                                    | All I Need            | Inglese           | Emilia Dębska |
| Szlachta Sisters                        | Drogowskazy           | Polacco           | Piotr Walicki, Monika Wydrzyńska |
| Unmute                                  | Głośniej niż decybele | Lingua dei segni  | Michał Król, Michał Pakuła |

## Finale
La finale si è tenuta il 19 febbraio 2022 presso lo Studio 5 di TVP. L'ordine di uscita è stato reso noto il 24 gennaio 2022. Durante la serata si sono esibiti come ospiti Ell & Nikki, Justyna Steczkowska, i Blue Café, Kasia Moś, Viki Gabor e Sara James.
In seguito alla somma delle votazioni gli Unmute, Ochman e Daria hanno avuto accesso alla superfinale, dove il voto combinato di giuria e televoto ha proclamato Ochman con River vincitore della manifestazione.
| #  | Artista                                 | Titolo                | Totale | Posizione |
| -- | --------------------------------------- | --------------------- | ------ | --------- |
| 1  | Kuba Szmajkowski                        | Lovesick              | 4%     | 4         |
| 2  | Ania Byrcyn                             | Dokąd?                | 3%     | 6         |
| 3  | Szlachta Sisters                        | Drogowskazy           | 3%     | 7         |
| 4  | Lidia Kopania                           | Why Does It Hurt      | 1%     | 10        |
| 5  | Karolina Stanisławczyk feat. Chika Toro | Move                  | 2%     | 8         |
| 6  | Karolina Lizer                          | Czysta woda           | 3%     | 5         |
| 7  | Unmute                                  | Głośniej niż decybele | —      | —         |
| 8  | Mila                                    | All I Need            | 1%     | 9         |
| 9  | Ochman                                  | River                 | —      | —         |
| 10 | Daria                                   | Paranoia              | —      | —         |

### Superfinale
| # | Artista | Titolo                | Punteggio | Punteggio | Posizione |
| # | Artista | Titolo                | Giuria    | Televoto  | Posizione |
| - | ------- | --------------------- | --------- | --------- | --------- |
| 1 | Ochman  | River                 | 2º posto  | 51%       | 1         |
| 2 | Unmute  | Głośniej niż decybele | 3º posto  | 10%       | 3         |
| 3 | Daria   | Paranoia              | 1º posto  | 39%       | 2         |